# Tipasa aurimoneta
Tipasa aurimoneta är en fjärilsart som beskrevs av Felix Bryk 1942. Tipasa aurimoneta ingår i släktet Tipasa och familjen nattflyn. Inga underarter finns listade i Catalogue of Life.